# Microprotopus maculatus
Microprotopus maculatus är en kräftdjursart som beskrevs av Norman 1867. Microprotopus maculatus ingår i släktet Microprotopus och familjen Isaeidae. Arten är reproducerande i Sverige. Inga underarter finns listade i Catalogue of Life.